# ヴィランドリー
ヴィランドリー（Villandry）は、フランス中部のサントル＝ヴァル・ド・ロワール地域圏のアンドル＝エ＝ロワール県に属するコミューンである。トゥールの東16kmに位置する。コミューン内にヴィランドリー城がある。